# Fiti
Fiti (en griego: Φύτη o Φοίτη) es una aldea en el Distrito de Pafos en Chipre. Está situada en una meseta a 25 kilómetros al noreste de Pafos y 20 km al sureste de Poli Crysochous (Πόλη Χρυσοχούς). Hay varias pequeñas aldeas dentro de un radio de 3 km alrededor de Fiti, incluyendo Lasa (Λάσα), Kritou Marottou (Κρίτου Μαρόττου) y Anadhiou (Αναδιού), donde todos viven a una altitud media de 680 m.
Debido a la altitud y la vegetación del paisaje circundante, Fiti goza de un clima agradable durante todo el año, con veranos largos y secos e inviernos que aún permanecen cálidos y predominantemente secos, rara vez hay heladas o nieve. Fiti, junto con otras dos aldeas del distrito de Pafos, han sido clasificadas como de categoría A en los pueblos turísticos. Las casas están construidas con piedra de la zona y han cambiado poco desde que el pueblo fue creado en el siglo XIX. 
La población de la aldea ha fluctuado a lo largo de los años. En 1881 los habitantes eran 225, que aumentan a 272 en 1901, a 313 en 1921 y a 383 en 1946. Después, el pueblo fue golpeado por el éxodo urbano y como resultado, los habitantes disminuyeron a 342 en 1960, a 328 en 1973 y a 197 en 1982. En el censo de 2001 los habitantes de la comunidad eran 97 y en el de 2011 había vuelto a aumentar a 150.
Durante el siglo XX, el pueblo se convirtió en un centro espiritual y educativo para el estudio y los niños de las aldeas vecinas viajaban aquí para su formación. Por esto se dice que el pueblo adquirió su nombre, ya que la palabra griega "foito", escrito a veces como "foiti", se traduce como estudiar.
Fiti es el centro principal de tejidos artesanales en el distrito de Pafos y es uno de los más importantes de Chipre. Phythkiotika es el nombre dado a los productos textiles fabricados en el pueblo y que son reconocidos por el colorido y por la extravagante variedad de patrones empleados en sus diseños.
Los visitantes pueden estudiar el patrimonio del pueblo, visitando el museo de los tejidos artesanales y el arte folclórico, admirar la arquitectura con sus casas y fuentes de piedra o visitar dos auténticas tabernas chipriotas. En la zona, hoy en día, uno puede todavía venir a ver a los pocos habitantes ocupados con el trabajo tradicional, como arar con un arado y la ganadería, así como trabajar el viejo telar para tejer.